# Scaevola racemigera
Scaevola racemigera är en tvåhjärtbladig växtart som beskrevs av Däniker. Scaevola racemigera ingår i släktet Scaevola och familjen Goodeniaceae. Inga underarter finns listade i Catalogue of Life.